# Belding Hibbard Scribner
Belding Hibbard Scribner, (n. Chicago, 18 de enero de 1921 - f. Seattle, 19 de junio de 2003) fue un médico estadounidense, pionero en la diálisis renal. 
Scribner recibió su licenciatura en medicina en la Universidad Stanford en 1945. Después de completar estudios de postgrado en la Clínica Mayo en Rochester, Minnesota, se unió a la Escuela de Medicina de la Universidad de Washington en 1951. Scribner se casó con Ethel Hackett Scribner y tuvieron 4 hijos.
En 1960 inventó un dispositivo innovador, la fístula de Scribner, que más tarde salvaría miles de vidas de enfermos renales en estado terminal en todo el mundo. El primer paciente tratado fue Clyde Shields, quien gracias a la nueva técnica sobrevivió a su fallo renal por más de once años, falleciendo en 1971.
El invento de Scribner trajo un nuevo problema a la práctica médica y puso a los médicos en un dilema moral sobre quién podría recibir el tratamiento si éste fuera limitado. Los dilemas éticos planteados por este caso se conocen como la "experiencia Seattle". En 1964, la dirección presidencial de la Sociedad Americana para los Órganos Internos Artificiales discutió el problema de la selección de pacientes, fin del tratamiento, suicidio de los pacientes, muerte con dignidad y selección de los futuros trasplantados. Esta experiencia de seleccionar a los pacientes que recibirán la diálisis es frecuentemente reconocida como el comienzo de la bioética.
Para convertir la diálisis en una rutina médica fuera de la investigación, el Dr. Scribner pidió auspicio al King County Medical Society, que apoyara la creación de un centro de diálisis ambulatorio. James Haviland, entonces presidente de la sociedad, trabajó incansablemente para concretar el proyecto de Scribner. Como resultado, se estableció en 1962 el Centro del Riñón Artificial de Seattle. Eventualmente renombrado Centro del Riñón Northwest, fue el primer hospital para tratamiento de diálisis en pacientes no internados del mundo. Este modelo de diálisis para pacientes ambulatorios fue seguido por centros e instituciones similares en todo el mundo.
Scribner recibió el Premio Albert Lasker por Investigación Médica Clínica en 2002 (junto con Willem J. Kolff).
Publicó muchos artículos y libros científicos hasta su muerte en 2003.
- Datos: Q815335